# Mágneses domén

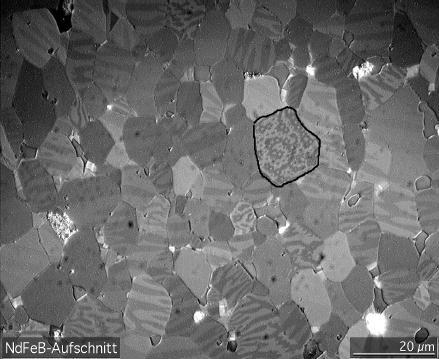
Mágneses tartományok egy darab neodímium mágnesben. A domének mikroszkóppal láthatók.

A mágneses domén (vagy mágneses tartomány, illetve Weiss-tartomány) a mágneses anyagok szerveződésének egyik hierarchiaszintje.

## A mágnesség szerveződési szintjei
A ferromágneses anyagok mágnessége elemi szinten a spinektől ered. De a mágnesség ilyen elemi szintje fölött létezik egy második hierarchiaszint is. Ez a mágneses domének szerkezeti hierarchiaszintje. 
A mágneses domén-szerkezet lényege, hogy számos, elemi spinmágnesekkel rendelkező anyag (pl. a ferromágneses, ferrimágneses, paramágneses anyag) föloszlik kisebb cellákra, melyeket mágneses doméneknek (tartományoknak) nevezünk. 
Egy-egy mágneses doménen belül a spinek azonos irányban állnak be. De a különféle cellák eredő mágnessége különböző, mert a doménszerkezetben előforduló domének különféle irányban álló mágnes-seregeket tartalmaznak.

## A doménszerkezet oka
A ferromágneses anyagok azért oszlanak föl mágneses doménekre, mert számukra ez az alacsonyabb energiájú elrendeződés. A közönséges vasdarabnak ezért nincsen észrevehető mágnessége. Külső mágneses térbe helyezve a vasat a domének újra rendeződnek és a tér irányával párhuzamosan állnak be. 

## Története
A mágneses tartományok létezését Pierre-Ernest Weiss francia tudós vetette fel először 1906-ban. Elmélete szerint nagyszámú (1012-1018) atomi mágneses momentumok állnak párhuzamba és kis un. tartományokat alkotnak. A párhuzamba állt mágneses momentumok irányát többnyire véletlenszerűnek vélte.
Bár Weiss teóriája feltétlenül előrelépés volt, nem tudta megmagyarázni a tartományok spontán beállásának okát. Később Weiss megalkotta az un. Weiss-mezőt, amivel kísérletet tett a tartományok spontán beállásának megmagyarázására. Azt feltételezte, hogy a mágneses momentumok az anyagban nagy effektív mágneses mezőt tapasztaltak a környező mezők magnetizálása miatt. 
Később a kvantum teória lehetővé tette a mikroszkopikus Weiss mező megértését. A lokalizált spinek közötti kölcsönhatásoknak kedvező a párhuzamos (ferromágneses anyagokban), illetve az antipárhuzamos (antiferromágneses anyagokban) állapot a szomszédos mágneses momentumokkal. 